# جورج فوس
جورج فوس (بالإنجليزية: George Dueward Foss)‏ هو لاعب كرة قاعدة أمريكي، ولد في 13 يونيو 1897 في جورجيا في الولايات المتحدة، وتوفي في 10 نوفمبر 1969 في براندون ‏ في الولايات المتحدة.

## وصلات خارجية
- جورج فوس على موقع دوري كرة القاعدة الرئيسي (الإنجليزية)
- جورج فوس على موقعبيزبول رفرنس.كوم (الدوري الرئيسي) (الإنجليزية)
- جورج فوس على موقع إي إس بي إن.كوم (أم.أل.بي) (الإنجليزية)
- جورج فوس على موقع مشجعي الرسوم البيانية (الإنجليزية)